# エム・ユー・フロンティア債権回収
エム・ユー・フロンティア債権回収株式会社（エム・ユー・フロンティアさいけんかいしゅう、英語: MU Frontier Servicer Co.,Ltd）は、三菱UFJ銀行の子会社で、三菱UFJフィナンシャル・グループ(MUFG)の債権回収会社である。

## 概要
1999年に当時のアプラス（後のアプラスフィナンシャル(AF)）が100%出資し、アプラス債権回収株式会社として設立されたが、その後の度重なる母体企業の変更を経て、現在は三菱UFJ銀行の子会社である。
なお、グループから債権回収会社を失った当時のアプラス（後のAF）は、2005年に100%出資し、アルファ債権回収を設立した。2017年にAFは、同社を当時の新生銀行（現在の株式会社SBI新生銀行）に譲渡したが、2024年に同行は、同社を株式会社アプラスに譲渡している。

## 評価
2008年以降、S&P社から住宅ローン・スペシャル・サービサー総合評価「能力が極めて高い」を取得している。

## 主な業務
三菱UFJ銀行の個人・中小企業向け融資（カードローン・住宅ローン）、住宅金融支援機構、モビット、かつて存在したローソンCSカードなどの延滞債権の督促・債権回収を行う。

## 沿革
- 1999年 - 7月 アプラス債権回収設立。
- 2000年 - 1月 アプラス債権回収が商号をフロンティア債権回収に変更。10月 東京ダイヤモンド債権回収設立。
- 2001年 - 8月 エヌ・エス債権回収設立。
- 2004年 - 5月 東京ダイヤモンド債権回収が商号を東京ダイヤモンド再生・債権回収に変更。10月 フロンティア債権回収がエヌ・エス債権回収を吸収合併。
- 2005年 - 10月 フロンティア債権回収が東京ダイヤモンド再生・債権回収を吸収合併し、商号をエム・ユー・フロンティア債権回収に変更。
- 2007年 - 4月 エム・ユー・フロンティア債権回収が日本ビジネスサポートを吸収合併。